# Natalia Mas
Natalia Mas Masdefiol (Tarrasa, Barcelona, España; 11 de agosto de 1963) es una exnadadora, campeona y plusmarquista de España en estilo libre y ganadora de un diploma olímpico.

## Trayectoria
Desarrolló su carrera en el CN Terrassa, aunque también nadó una temporada con el CN Montjuïc. Con 12 años logró su primer campeonato de España en categoría absoluta, de un total de 45 (24 de invierno) conquistados a lo largo de su carrera. Estableció, asimismo, 56 récords nacionales (29 en piscina larga) y fue la primera española en bajar del minuto en los 100 metros libres, tanto en piscina corta (1977) como en larga (1978). 
Participó en los Juegos Olímpicos de Moscú 1980, sin pasar de las eliminatorias en las pruebas de 100, 200 y 400 m libres y disputando la final de relevos 4 × 100 m, donde logró un diploma olímpico. No pudo participar en los Juegos de Los Ángeles 1984 por una lesión de ligamentos sufrida en un accidente de motocicleta. También compitió en un Campeonato Mundial (1978) y en dos de Europeos (1977 y 1981). 
Mas logró sus mejores resultados internacionales en los Juegos Mediterráneos. En Split 1979 ganó dos medallas de oro (100 y 200 m libres), una de plata (400 m) y dos de bronce (4 × 100 m libres y 4 × 100 m estilos), además de tres diplomas (800 m libres, 100 y 200 m braza). En Casablanca 1983 sumó otra plata (4 × 100 m libres) y otro bronce (4 × 100 m estilos).

## Premios y reconocimientos
- Medalla de oro al mérito deportivo del Ayuntamiento de Tarrasa (1977)[3]
- Premio Olimpia, a la mejor deportista, de los Premios Nacionales del Deporte (1977 y 1980)[4]
- Premio al mejor deportista español del año de El Mundo Deportivo (1979 y 1980)
- Placa de honor de la Real Federación Española de Natación (1979)[5]
- Medalla de oro de servicios distinguidos de la Real Federación Española de Natación (1981)[6]